# Porto Sant'Elpidio Basket
Il Porto Sant'Elpidio Basket è un club cestistico italiano di Porto Sant'Elpidio.
Disputa il campionato di Serie B ininterrottamente dalla stagione 2014-2015, anno della riforma dei campionati, dopo aver preso parte nella stagione precedente al vecchio campionato di Divisione Nazionale B.